# İnpınar, Bayat
İnpınar là một xã thuộc huyện Bayat, tỉnh Afyonkarahisar, Thổ Nhĩ Kỳ. Dân số thời điểm năm 2011 là 159 người.